# Centre du triangle
En géométrie plane, la notion de centre du triangle est une notion qui généralise celle de centre d'un carré ou d'un cercle. Certains points remarquables du triangle, comme le centre de gravité, le centre du cercle circonscrit, le centre du cercle inscrit et l'orthocentre sont connus depuis la Grèce antique et constructibles simplement.
Chacun de ces centres classiques a la propriété d'être invariant (plus précisément équivariant) par similitudes. En d'autres termes, pour tout triangle et toute similitude (composée d'une rotation, d'une homothétie, et éventuellement d'une réflexion) le centre du triangle transformé est l'image du centre du triangle original par la même transformation. C'est cette invariance qui est actuellement la propriété définissante d'un centre du triangle, et exclut donc certains points remarquables comme les points de Brocard qui ne sont pas invariants par réflexion.
Les centres d'un triangle équilatéral coïncident avec son centre de gravité, mais sont généralement distincts pour un triangle quelconque. Les définitions et propriétés de milliers de ces points sont répertoriées par leur nombre de Kimberling dans l'Encyclopedia of Triangle Centers (ETC). 

## Histoire
Les géomètres de la Grèce antique connaissaient les centres « classiques » d'un triangle, mais ne parlaient pas de centre d'un triangle. Par la suite, d'autres points remarquables ont été découverts, comme le point de Fermat, le centre du cercle d'Euler, le point de Lemoine, le point de Gergonne ou le point de Feuerbach. Lors du regain d'intérêt pour la géométrie du triangle au cours des années 1980, il a été remarqué que ces points remarquables partagent certaines propriétés qui forment de nos jours la base de la définition formelle d'un centre d'un triangle,. Au 20 octobre 2022, la liste de Kimberling comptait 52 112 centres remarquables.

## Définition formelle
On considère un triangle {\displaystyle ABC}, avec les notations classiques : {\displaystyle a=BC,b=CA,c=AB}.
- La propriété d'équivariance par rotation d'un centre du triangle se traduit par le fait qu'un tel point a pour coordonnées trilinéaires dans {\displaystyle (A,B,C)}:

(f(a, b, c) : f(b, c, a) : f(c, a, b))   où {\displaystyle f} est une fonction non nulle de {\displaystyle \mathbf {T} =\{(a,b,c)\in (\mathbb {R} _{+}^{\star })^{3}/a<b+c,b<c+a,c<a+b\}} vers {\displaystyle \mathbb {R} } .
- La propriété d'équivariance par homothétie se traduit par le fait que la fonction {\displaystyle f} est homogène[4] :

ll existe une constante réelle {\displaystyle \alpha } telle que, pour tout t > 0, {\displaystyle f(ta,tb,tc)=t^{\alpha }f(a,b,c)} .
- La propriété d'équivariance par réflexion se traduit par le fait que la fonction {\displaystyle f} est symétrique par rapport aux deuxième et troisième variables [5], propriété dite de bisymétrie :

{\displaystyle f(a,b,c)=f(a,c,b).}
Une fonction {\displaystyle f} non nulle ayant ces deux propriétés est appelée une fonction centrale (traduction de "center function").
Il n'est pas nécessaire de donner les trois coordonnées trilinéaires d'un centre du triangle puisque par construction, les seconde et troisième coordonnées se déduisent de la première par permutation circulaire de {\displaystyle a,b,c}. On parle alors de cyclicité,.
Un point de coordonnées trilinéaires (x : y : z) ayant pour coordonnées barycentriques (ax : by : cz), et comme lorsque f est une fonction centrale, a f l'est également, on peut aussi définir un centre de triangle comme ayant des coordonnées barycentriques du type (g(a, b, c) : g(b, c, a) : g(c, a, b)) où g est une fonction centrale.
Toute fonction centrale, trilinéaire ou barycentrique, donne naissance à un centre du triangle unique. Cette correspondance n'est cependant pas injective : différentes fonctions, même non proportionnelles, peuvent définir un même centre du triangle. Par exemple, les fonctions f1(a,b,c) = 1/a et f2(a,b,c) = bc correspondent toutes deux au centre de gravité. Deux fonctions centrales définissent le même centre si et seulement si leur rapport est une fonction symétrique en {\displaystyle a,b,c}.
Même si une fonction centrale est bien définie sur {\displaystyle \mathbf {T} } tout entier, le centre peut ne pas exister pour tout triangle. Par exemple, si f(a, b, c) est égal à 0 si a/b et a/c sont tous deux rationnels et 1 sinon, alors pour tout triangle de côtés de longueurs entières, le centre associé est de coordonnées trilinéaires (0 : 0 : 0) et n'est donc pas défini.

### Autres domaines utiles
Il existe des cas où il peut être utile de restreindre l'analyse à des domaines plus petits que {\displaystyle \mathbf {T} }. Par exemple :
- Les centres X3, X4, X22, X24, X40 font spécifiquement référence aux triangles acutangles, dont les longueurs des côtés sont dans le sous-ensemble de {\displaystyle \mathbf {T} } défini par

a2 < b2 + c2, b2 < c2 + a2, c2 <a2 + b2.
- Quand on veut différencier le point de Fermat du point  X13,  le domaine des triangles dont un angle dépasse 2π/3 est important, ce qui se traduit par

a2 > b2 + bc + c2 ou b2 > c2 + ca + a2 ou c2 > a2 + ab + b2.
- Un domaine bien plus pratique car dense dans {\displaystyle \mathbf {T} } tout en excluant les triangles isocèles est l'ensemble des triangles scalènes, obtenu par exclusion des plans b = c, c = a, a = b de {\displaystyle \mathbf {T} }.

### Symétrie du domaine
Tout sous-ensemble {\displaystyle \mathbf {D} \subset \mathbf {T} } n'est pas forcément un domaine conforme. Pour vérifier la bisymétrie, {\displaystyle \mathbf {D} } doit être symétrique par rapport aux plans b = c, c = a, a = b. Pour vérifier la cyclicité, il doit également être invariant pour toute rotation d'angle 2π/3 autour de la droite a = b = c. Le plus simple de ces domaines admissibles est la droite (t , t , t) qui correspond à l'ensemble des triangles équilatéraux.

### Coordonnées du centre
Étant donnés les trois sommets du triangle A, B, C, il existe quatre systèmes de coordonnées permettant de retrouver la position d'un centre P du triangle à partir des sommets :
- les coordonnées barycentriques, qui utilisent les aires des triangles BPC, CPA, APB ;
- les coordonnées trilinéaires, ou normales, qui utilisent la distance de P aux droites (BC), (CA), (AB) ;
- les coordonnées angulaires, qui utilisent les mesures des angles {\displaystyle {\widehat {APB}},{\widehat {BPC}},{\widehat {CPA}}} ;
- les coordonnées tripolaires, qui utilisent la distance de P aux sommets A, B, C.

Les deux derniers systèmes sont peu utilisés, car ils ont le défaut de ne pas définir la position de P de façon unique (les coordonnées angulaires sont mal définies pour tout point sur le cercle circonscrit à ABC, et les coordonnées tripolaires désignent deux points, l'un étant inverse de l'autre par rapport au cercle circonscrit) ; de plus, les coordonnées angulaires ont des expressions souvent compliquées.

## Exemples et contre-exemple

Un triangle ABC avec son centre de gravité G, le centre de son cercle inscrit I, le centre de son cercle circonscrit O, son orthocentre H et le centre de son cercle d'Euler N.

### Centre du cercle circonscrit
Le point de concours des médiatrices des côtés d'un triangle ABC est le centre de son cercle circonscrit. Ses coordonnées trilinéaires sont
{\displaystyle a(b^{2}+c^{2}-a^{2}):b(c^{2}+a^{2}-b^{2}):c(a^{2}+b^{2}-c^{2}).}
On pose f(a, b, c) = a(b2 + c2 − a2). On a alors bien homogénéité et bisymétrie :{\displaystyle f(ta,tb,tc)=ta\left((tb)^{2}+(tc)^{2}-(ta)^{2}\right)=t^{3}a(b^{2}+c^{2}-a^{2})=t^{3}f(a,b,c)}
{\displaystyle f(a,c,b)=a(c^{2}+b^{2}-a^{2})=a(b^{2}+c^{2}-a^{2})=f(a,b,c)}
donc f est bien une fonction centrale et ce point est bien un centre du triangle, répertorié X(3) dans l'ETC.

### Premier centre isogonique
On construit, à l'extérieur du triangle ABC, le triangle équilatéral A'BC de base BC et de sommet A'. On construit de façon similaire les triangles équilatéraux AB'C et ABC' le long des deux autres côtés du triangle ABC. Alors les droites (AA'), (BB') et (CC') sont concourantes au premier centre isogonique du triangle répertorié X(13) dans l'ETC. Ses coordonnées trilinéaires sont
{\displaystyle \csc \left(A+{\frac {\pi }{3}}\right):\csc \left(B+{\frac {\pi }{3}}\right):\csc \left(C+{\frac {\pi }{3}}\right)}.
où csc est la cosécante (inverse du sinus).
En exprimant {\displaystyle \csc \left(A+{\frac {\pi }{3}}\right)} à l'aide des longueurs a, b et c, on peut vérifier que l'on obtient bien une fonction centrale, donc ce point est un centre du triangle.

### Point de Fermat
Soit
{\displaystyle f(a,b,c)={\begin{cases}1&\quad {\text{si }}a^{2}>b^{2}+bc+c^{2}&(\mathrm {i.e~} A>2\pi /3),\\0&\quad {\text{si }}b^{2}>c^{2}+ca+a^{2}{\text{ ou }}c^{2}>a^{2}+ab+b^{2}&(\mathrm {i.e.~} B>2\pi /3{\text{ ou }}C>2\pi /3),\\\csc(A+\pi /3)&\quad {\text{sinon }}&(\mathrm {i.e.~aucun~angle~ne~d{\acute {e}}passe~} 2\pi /3).\end{cases}}}
Alors f est bisymétrique et homogène donc c'est une fonction centrale. De plus le centre correspondant coïncide avec le sommet d'angle obtus au cas où un des angles dépasse 2π/3, et avec le premier centre isogonique sinon. Ainsi, ce centre est le point de Fermat du triangle.

### Points de Brocard et paires bicentriques
Les points de Brocard sont des exemples de points que l'on ne peut pas qualifier de centres du triangle. En effet, les coordonnées trilinéaires du premier point de Brocard sont c/b : a/c : b/a, elles vérifient bien les propriétés d'homogénéité et de cyclicité mais pas la bisymétrie. Le second point de Brocard a pour coordonnées  trilinéaires b/c : c/a : a/b et les mêmes remarques peuvent être faites.
Les deux points de Brocard forment une des nombreuses paires bicentriques de points, paires de points définies par rapport à un triangle par le fait que la paire (mais pas chaque point pris individuellement) est préservée par des similitudes appliquées au triangle. Plusieurs opérations binaires, comme le milieu et le produit trilinéaire, une fois appliquées aux points de Brocard ou aux autres paires bicentriques, produisent des centres du triangle.

## Quelques centres du triangle connus
Ci-dessous sont présentés quelques centres du triangle connus avec leur nom, leur nombre de Kimberling, leurs propriétés caractéristiques et leurs coordonnées trilinéaires et barycentriques.
Quelques formules permettant de passer des angles aux longueurs : 
{\displaystyle \cos {\widehat {A}}={\frac {b^{2}+c^{2}-a^{2}}{2bc}},\ \sin {\widehat {A}}={\frac {2S}{bc}}}
{\displaystyle \cos ^{2}{\frac {\widehat {A}}{2}}={\dfrac {p(p-a)}{bc}},\ \sin ^{2}{\frac {\widehat {A}}{2}}={\dfrac {(p-b)(p-c)}{bc}},}
où {\displaystyle p={\frac {a+b+c}{2}}} est le demi-périmètre du triangle, et {\displaystyle S={\sqrt {p(p-a)(p-b)(p-c)}}} son aire, exprimée par la formule de Héron.

### Centres classiques
| Nombre de Kimberling associé | Nom                          | Notation classique | Coordonnées trilinéaires | Coordonnées barycentriques | Description |
| ---------------------------- | ---------------------------- | ------------------ | --- | --- | --- |
| X1                           | Centre du cercle inscrit     | I                  | 1 : 1 | a : b : c sin A : sin B : sin C | Point d'intersection des bissectrices. Centre du cercle inscrit dans le triangle. |
| X2                           | Centre de gravité            | G                  | bc : ca : ab | 1 : 1 | Point d'intersection des médianes. Isobarycentre des sommets. |
| X3                           | Centre du cercle circonscrit | O ou Ω             | cos A : cos B : cos C | sin 2A : sin 2B : sin 2C | Point d'intersection des médiatrices des côtés. Centre du cercle circonscrit au triangle. |
| X4                           | Orthocentre                  | H                  | sec A : sec B : sec C | tan A : tan B : tan C | Point d'intersection des hauteurs du triangle. |
| X5                           | Centre du cercle d'Euler     | N                  | cos(B − C) : cos(C − A) : cos(A − B) | a cos(B − C) : etc. {\displaystyle \sin 2B+\sin 2C:} etc. {\displaystyle a^{2}(b^{2}+c^{2})-(b^{2}-c^{2})^{2}} : etc.                         | Centre du cercle passant par le milieu de chaque côté, les pieds des hauteurs et les milieux des segments joignant l'orthocentre aux sommets.                                                                                  |
| X6                           | Point de Lemoine             | K                  | a : b : c sin A : sin B : sinC | {\displaystyle a^{2}:b^{2}:c^{2}} {\displaystyle a\sin A:b\sin B:c\sin C}                                                                     | Point d'intersection des symédianes (droites symétriques des médianes par rapport aux bissectrices correspondantes). |
| X7                           | Point de Gergonne            | Ge                 | {\displaystyle {\frac {bc}{p-a}}:{\frac {ca}{p-b}}:{\frac {ab}{p-c}}}{\displaystyle \sec ^{2}{\frac {A}{2}}:\sec ^{2}{\frac {B}{2}}:\sec ^{2}{\frac {C}{2}}} | {\displaystyle \tan {\frac {A}{2}}:\tan {\frac {B}{2}}:\tan {\frac {C}{2}}}{\displaystyle {\frac {1}{p-a}}:{\frac {1}{p-b}}:{\frac {1}{p-c}}} | Point d'intersection des droites reliant les sommets et les points de contact du cercle inscrit avec les côtés opposés. |
| X8                           | Point de Nagel               | Na                 | {\displaystyle {\frac {p-a}{a}}:{\frac {p-b}{b}}:{\frac {p-c}{c}}}{\displaystyle \csc ^{2}{\frac {A}{2}}:\csc ^{2}{\frac {B}{2}}:\csc ^{2}{\frac {C}{2}}}    | {\displaystyle \cot {\frac {A}{2}}:\cot {\frac {B}{2}}:\cot {\frac {C}{2}}} {\displaystyle p-a:p-b:p-c}                                       | Point d'intersection des droites reliant les sommets et les points de contact des cercles exinscrits aux côtés opposés. |
| X9                           | Mittenpunkt                  | M                  | {\displaystyle p-a:p-b:p-c} | {\displaystyle \cos ^{2}{\frac {A}{2}}:\cos ^{2}{\frac {B}{2}}:\cos ^{2}{\frac {C}{2}}}{\displaystyle a(p-a):b(p-b):c(p-c)}                   | Plusieurs définitions. |
| X10                          | Centre du cercle de Spieker  | Sp                 | bc(b + c) : ca(c + a) : ab(a + b) | {\displaystyle b+c:c+a:a+b} | Centre du cercle inscrit dans le triangle médian. Isobarycentre des côtés du triangle. |
| X11                          | Point de Feuerbach           | F                  | 1 − cos(B − C) : 1 − cos(C − A) : 1 − cos(A − B) | a(1 − cos(B − C)) : etc. | Point de contact entre le cercle d'Euler et le cercle inscrit. |
| X13                          | Point de Fermat (*)          | X                  | csc(A + π/3) : csc(B + π/3) : csc(C + π/3) | | Point minimisant la somme des distances aux sommets. |
| X15 , X16                    | Points isodynamiques         | S S'               | sin(A + π/3) : sin(B + π/3) : sin(C + π/3) sin(A − π/3) : sin(B − π/3) : sin(C − π/3)                                                                        | | Centres des inversions qui transforment le triangle en un triangle équilatéral. |
| X17 , X18                    | Points de Napoléon           | N N'               | sec(A − π/3) : sec(B − π/3) : sec(C − π/3) sec(A + π/3) : sec(B + π/3) : sec(C + π/3)                                                                        | | Point d'intersection des droites reliant les sommets du triangle aux centres des triangles équilatéraux pointant vers l'extérieur (pour le 1er point) ou à l'intérieur (pour le 2e point), ayant pour bases les côtés opposés. |
| X63                          | Point du Savant Cosinus      | Ω                  | {\displaystyle \cot A:\cot B:\cot C} | {\displaystyle \cos A:\cos B:\cos C} | Situé sur la droite passant par le centre de gravité et le point de Gergonne. |
| X99                          | Point de Steiner (en)        | S                  | {\displaystyle {\frac {bc}{b^{2}-c^{2}}}:{\frac {ca}{c^{2}-a^{2}}}:{\frac {ab}{a^{2}-b^{2}}}}                                                                | {\displaystyle {\frac {1}{b^{2}-c^{2}}}:{\frac {1}{c^{2}-a^{2}}}:{\frac {1}{a^{2}-b^{2}}}}                                                    | Plusieurs définitions. |

(*) : il s'agit plus précisément du premier centre isogonique, confondu avec le point de Fermat pour des angles aux sommets n’excédant pas 2π/3.

### Centres récents
Les centres notables découverts plus récemment n'ont pas de notation courante. Seule la première coordonnée trilinéaire f(a,b,c) sera spécifiée, les deux autres étant obtenues par cyclicité des coordonnées trilinéaires.
| Nombre de Kimberling | Nom                                    | Fonction centrale f(a,b,c)       | Description | Année de découverte   |
| -------------------- | -------------------------------------- | -------------------------------- | --- | --------------------- |
| X21                  | Point de Schiffler                     | 1/(cos B + cos C)                | Point d'intersection des droites d'Euler des triangles formés par les sommets du triangle de référence et le centre de son cercle inscrit.                                                                               | 1985                  |
| X22                  | Point d'Exeter                         | a(b4 + c4 − a4)                  | Point de concours des droites passant par les points d'intersection des médianes avec le cercle circonscrit, et les sommets du triangle formé par les tangentes au cercle circonscrit aux sommets du triangle de départ. | 1986                  |
| X111                 | Point de Parry                         | a/(2a2 − b2 − c2)                | Centre du cercle de Parry (cercle passant par le centre de gravité et les deux points isodynamiques) | début des années 1990 |
| X173                 | Point des isocéliseurs congruents (en) | tan(A/2) + sec(A/2)              | | 1989                  |
| X174                 | Centre de congruence d'Yff (en)        | sec(A/2)                         | | 1987                  |
| X175                 | Point isopérimétrique (en)             | − 1 + sec(A/2) cos(B/2) cos(C/2) | Point P du triangle ABC tel que les triangles PAB, PBC, PCA ont même périmètre | 1985                  |
| X179                 | Premier point d'Ajima-Malfatti         | sec4(A/4)                        | |                       |
| X181                 | Point d'Apollonius                     | a(b + c)2/(b + c − a)            | Point de concours des droites passant par les sommets du triangle et les points de contacts entre les cercles exinscrits et le cercle d'Apollonius englobant ces trois cercles.                                          | 1987                  |
| X192                 | Point des parallèliennes égales (en)   | bc(ca + ab − bc)                 | Point d'intersection des trois segments intérieurs au triangle, parallèles à un côté, dont les extrémités sont sur les deux autres côtés, et tous trois égaux.                                                           | 1961                  |
| X356                 | Centre de Morley                       | cos(A/3) + 2 cos(B/3) cos(C/3)   | Centre du cercle circonscrit au triangle de Morley (triangle équilatéral formé par les intersections des trisectrices aux sommets)                                                                                       |                       |
| X360                 | Point zéro de Hofstadter               | A/a                              | | 1992                  |

## Classes générales de centres du triangle

### Centres de Kimberling
En honneur de Clark Kimberling, créateur de l'encyclopédie en ligne qui répertorie et classe plus de 32 000 centres du triangle, ceux-ci sont appelés généralement centres de Kimberling.

### Centre polynomial du triangle
Un centre du triangle est dit polynomial si ses coordonnées trilinéaires peuvent être exprimées comme des polynômes en a, b et c.

### Centre régulier du triangle
Un centre du triangle est dit régulier si ses coordonnées trilinéaires peuvent être exprimées comme des polynômes en a, b et c, et son aire S.

### Centre majeur du triangle
Un centre du triangle est dit majeur si ses coordonnées trilinéaires peuvent être exprimées sous la forme f(A) : f(B) : f(C) où f ne dépend que de l'angle A et non des deux autres angles ou des longueurs des côtés.

### Centre transcendant du triangle
Un centre du triangle est dit transcendant si ses coordonnées trilinéaires ne peuvent être exprimées par des fonctions algébriques de a, b et c.

## Cas particuliers

### Triangles isocèles et équilatéraux
Soit f une fonction centrale.Si deux côtés du triangle sont égaux (par exemple a = b), alors
f(a,b,c) = f(b,a,c) car a = b
f(a,b,c) = f(b,c,a) par la bisymétrie
donc deux coordonnées du centre du triangle associé sont toujours égales. Ainsi, tous les centres d'un tel triangle sont alignés sur son axe de symétrie. Pour un triangle équilatéral, ils sont donc confondus avec son centre de gravité. Ainsi, comme le cercle, le triangle équilatéral a un centre unique.

### Centres des cercles exinscrits
Le centre du cercle exinscrit dans l'angle en A, de coordonnées trilinéaires  -1 : 1 : 1 n'est pas un centre du triangle au sens de Kimberling, ainsi que les deux autres, car la deuxième coordonnée n'est pas obtenue par permutation de a, b, c à partir de la première. Mais, en se limitant aux triangles scalènes, on peut obtenir le centre du cercle exinscrit opposé au plus grand angle au sommet à partir de la fonction centrale :
{\displaystyle f(a,b,c)={\begin{cases}-1&\quad {\text{si }}a\geqslant b{\text{ et }}a\geqslant c,\\\;\;\;1&\quad {\text{sinon}}.\end{cases}}}
Le centre du cercle exinscrit dans l'angle moyen, et celui du plus petit angle, peuvent être définis par des fonctions similaires. Cependant, comme vu plus haut, seul un des centres des cercles exinscrits d'un triangle isocèle (et aucun pour un triangle équilatéral) ne peut être vu comme un centre du triangle.

### Fonctions bi-antisymétriques
Une fonction f est bi-antisymétrique si f(a,b,c) = −f(a,c,b) pour tous a,b,c. Si f est une telle fonction, de plus non nulle et homogène, on peut facilement voir que la fonction (a,b,c) → f(a,b,c)2 f(b,c,a) f(c,a,b) est une fonction centrale. Le centre correspondant a pour coordonnées f(a,b,c) : f(b,c,a) : f(c,a,b). En prenant en compte ceci, la définition d'un centre du triangle est parfois modifiée pour inclure les fonctions non nulles homogènes bi-antisymétriques.

### Centres nouveaux et anciens
Toute fonction centrale f peut être normalisée en la multipliant par une fonction symétrique de a, b, c de sorte que {\displaystyle \alpha }. Une fonction centrale normalisée donne le même centre du triangle que l'originale, et une propriété plus forte sur l'homogénéité:  f(ta,tb,tc) = f(a,b,c) pour tout t > 0 et tout triplet (a,b,c). Réunis avec la fonction nulle, les fonctions centrales normalisées forment une algèbre munie de l'addition, la soustraction et la multiplication. On a ainsi un moyen simple de créer de nouveaux centres du triangle. Toutefois, deux fonctions centrales normalisées vont souvent définir un même centre du triangle, par exemple f et (a+b+c)3/abcf .

### Centres sans intérêt
On suppose a, b, c trois variables réelles et soient α, β, γ trois constantes réelles. On considère
{\displaystyle f(a,b,c)={\begin{cases}\alpha &\quad {\text{ si }}\min(a,b,c)=a,\\\gamma &\quad {\text{ si }}\max(a,b,c)=a,\\\beta &\quad \;{\text{sinon}}.\end{cases}}}
Alors f est une fonction centrale et α : β : γ est le centre correspondant dès que les côtés du triangle de référence sont notés de sorte que a < b < c. Ainsi, tout point eut potentiellement pu être un centre du triangle. Cependant la grande majorité de ces centres n'ont que peu d'intérêt, au même titre que la plupart des fonctions continues n'ont que peu d'intérêt. L'Encyclopedia of Triangle Centers se concentre sur ceux qui sont intéressants et continue de s'agrandir.

### Systèmes binaires
Il existe d'autres paires de centres que celle formée par le point de Fermat et le premier centre isogonique. On en trouve une autre entre X3 et le centre du cercle inscrit au triangle tangentiel. En effet, on considère la fonction centrale suivante :
{\displaystyle f(a,b,c)={\begin{cases}\cos(A)\quad \;\quad \;\quad \;\quad \;\quad \;\quad \;\,\,{\text{pour un triangle acutangle}},\\\cos(A)+\sec(B)\sec(C)\quad {\text{si l'angle en }}A{\text{ est obtus}},\\\cos(A)-\sec(A)\quad \;\quad \;\quad \;\,{\text{si l'un des angles en }}B{\text{ ou }}C{\text{ est obtus}}.\end{cases}}}
Pour le centre correspondant, on a quatre possibilités distinctes :
-   cos(A) : cos(B) : cos(C)     pour un triangle de référence acutangle (on retrouve ici le centre du cercle circonscrit) ;
-   [cos(A) + sec(B)sec(C)] : [cos(B) − sec(B)] : [cos(C) − sec(C)]     si l'angle en A est obtus ;
-   [cos(A) − sec(A)] : [cos(B) + sec(C)sec(A)] : [cos(C) − sec(C)]     si l'angle en B est obtus ;
-   [cos(A) − sec(A)] : [cos(B) − sec(B)] : [cos(C) + sec(A)sec(B)]     si l'angle en C est obtus.

Le calcul montre que dans tous les cas, ces coordonnées trilinéaires sont celles du centre au cercle inscrit au triangle tangentiel, mais peuvent correspondre également au centre du cercle circonscrit.

## Géométries non-euclidiennes et autres
L'étude des centres du triangle renvoie traditionnellement à la géométrie euclidienne, mais les centres du triangle peuvent être recherchés dans une géométrie non-euclidienne. Les centres du triangle dans la géométrie sphérique peuvent être définis par la trigonométrie sphérique. Les centres du triangle qui ont la même forme pour les géométries euclidienne et hyperbolique peut être exprimés par gyrotrigonométrie,,. En géométrie non euclidienne, l'hypothèse que la somme des angles intérieurs du triangle vaille 180° doit être écartée.
On peut aussi définir les centres des tétraèdres ou de simplexes de dimension supérieure, par analogie avec les triangles en dimension deux.